# Elecciones parlamentarias de Finlandia de 2007

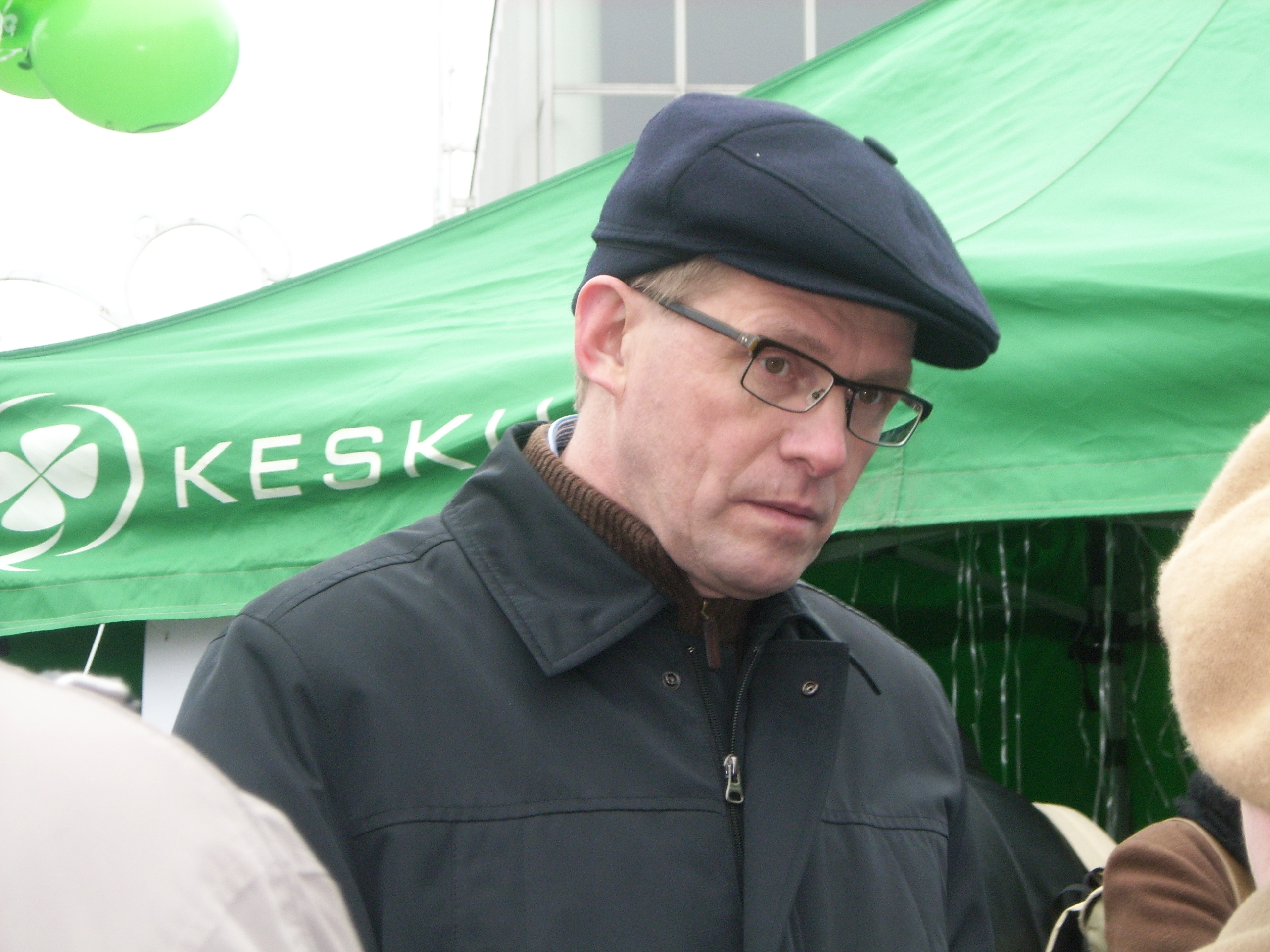
Matti Vanhanen, Primer Ministro y líder del Partido del Centro, que ganó las elecciones por un solo escaño.

Las elecciones parlamentarias de Finlandia tuvieron lugar el 18 de marzo de 2007. Se renovó por completo el Parlamento unicameral, compuesto por doscientos diputados. Entre las competenencias del Parlamento destaca la elección del primer ministro y causar la dimisión de su gabinete, así como el poder de modificar la Constitución.
Las elecciones fueron ganadas por el Partido del Centro, partido político del primer ministro Matti Vanhanen, obteniendo 51 escaños, lo que supuso una pérdida de cuatro escaños. En segundo lugar quedó el Partido de la Coalición Nacional que consiguió cincuenta escaños, diez más que en las anteriores elecciones. Como tercer partido y 45 escaños se situó el Partido Socialdemócrata. Otros cinco partidos, más un representante de la provincia de Åland, consiguieron representación parlamentaria.

## Antecedentes

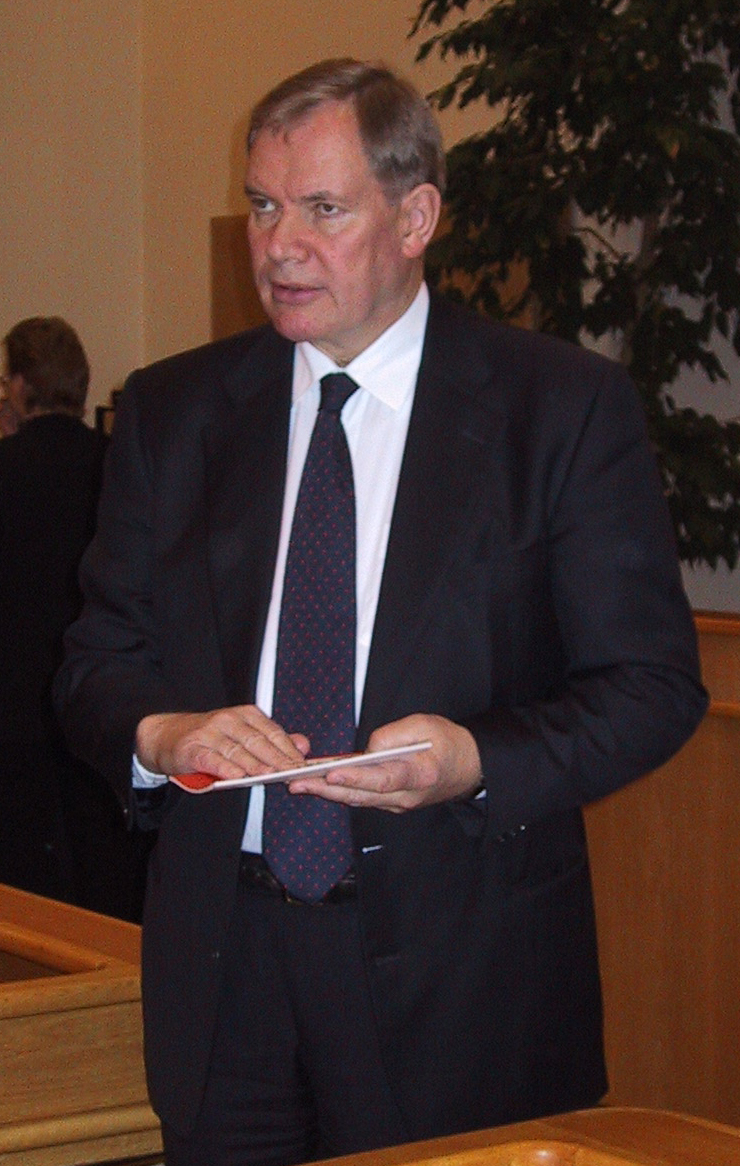
Paavo Lipponen, último primer ministro socialdemócrata. Desde su marcha, todos los resultados han sido decrecientes para su partido.

En las elecciones de 1999 ganó el Partido Socialdemócrata (SDP), obteniendo 51 escaños. Pese a la victoria, perdió doce escaños respecto a las anteriores elecciones mientras que centristas y conservadores ascendían en número de votos, quedando los primeros a tres escaños de los socialdemócratas. De cualquier forma, Paavo Lipponen del SDP continuó como primer ministro en una coalición junto a la Liga Verde. Pese a que ese mismo año los socialdemócratas sufrirían una derrota en las europeas, al año siguiente su candidata, Tarja Halonen, ganaría las elecciones presidenciales en la segunda vuelta ante el líder opositor Esko Aho.
Las elecciones municipales de 2000 dieron la victoria al Partido del Centro, mientras que la coalición gubernamental estuvo a punto de romperse por desacuerdos sobre si aceptar o no un nuevo reactor nuclear. Finalmente, y tras una ajustada aprobación en el Parlamento, se acordó que sería el siguiente gobierno quien decidiría. Antes de las elecciones, el gobierno de Lipponen tuvo que superar una moción de censura presentada por centristas y democristianos. Las elecciones de 2003 dieron la victoria a los centristas, formando un gobierno de coalición liderado por Anneli Jäätteenmäki. La coalición la formaron aparte de los centristas, el Partido Popular Sueco y los socialdemócratas.
Anneli Jäätteenmäki se vio obligada a dimitir el 18 de junio por el escándalo Irakgate, que la implicaba en el uso de datos confidenciales para perjudicar al anterior primer ministro. El socialdemócrata Antti Kalliomäki se hizo cargo del gobierno provisional. Pese al escándalo la coalición se mantuvo unida, proclamándose Matti Vanhanen el 24 de junio como primer ministro. Las elecciones presidenciales de 2006 darían de nuevo la victoria a Tarja Halonen superando en esta ocasión al conservador Sauli Niinistö.

## Sistema electoral
El Parlamento está compuesto por 200 diputados, elegidos por cuatro años mediante un sistema de representación proporcional. Los candidatos se presentan en listas de partidos políticos. El voto es directo y secreto, pudiendo votar todos los mayores de 18 años. Para las elecciones el país se divide en varias circunscripciones electorales, exactamente entre 12 y 18 distritos. Concretamente, en esta elección hubo 14 distritos, con un diverso número de diputados cada uno. Aparte, la Isla de Åland forma su propia circunscripción uninominal. Por otro lado, la Constitución de 2000 otorgó un mayor poder al Parlamento, reduciendo las competencias de la presidencia.

## Candidaturas
Se presentaron dieciocho partidos políticos, sumando un total de 2004 candidatos. Además se presentaron 21 candidatos independientes. Todos los partidos que participaron en las elecciones de 2003 han vuelto a participar en esta ocasión, aunque algunos han cambiado su denominación, como el Partido de los Trabajadores de Finlandia. Por otro lado, más del 60 % de los candidatos eran hombres, siendo las elecciones que más mujeres se presentaron salvo en las de 1991.

### Partidos con presencia en el Parlamento

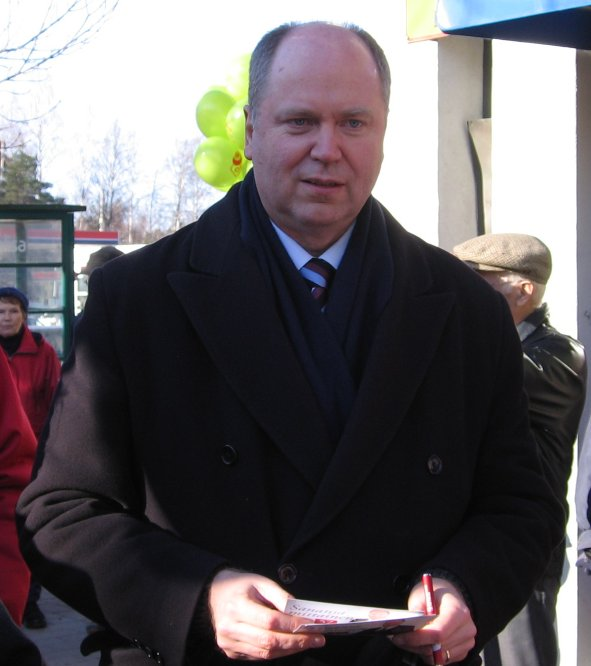
Eero Heinäluoma lideró al Partido Socialdemócrata, que pasó a la oposición tras estas elecciones.

La gran mayoría de los candidatos fueron de los partidos parlamentarios. Exactamente, 1529, es decir, aproximadamente dos tercios del total. El primer ministro Matti Vanhanen lideró el Partido del Centro, que fue el más votado en las elecciones de 2003. El Partido Socialdemócrata, que ocupó el cargo de primer ministro hasta las anteriores elecciones, fue liderado por el ministro de Hacienda, Eero Heinäluoma. Por otro lado el principal partido opositor, el Partido de la Coalición Nacional, fue encabezado por Jyrki Katainen, líder del partido desde 2004.
Entre los partidos de menos peso parlamentario destaca la Alianza de la Izquierda, creada en 1990 como fusión de la Liga Democrática del Pueblo, un antiguo Partido Comunista y el Partido Comunista de Finlandia (Unidad). Por otra parte el Partido Popular Sueco destaca por formar parte del gobierno de Vanhanen pese a ser la séptima formación en número de votos. Los demás partidos son la Liga Verde, que formaba parte de la coalición de gobierno con los socialdemócratas hasta 2003, los Demócrata Cristianos, denominados hasta 2001 Suomen Kristillinen Liitto y los Verdaderos Finlandeses fundado en 1995.

### Otros partidos
El número de candidatos entre los partidos sin presencia parlamentaria es variable. El que más presentó fue el Partido Comunista, 171, y el que menos el Partido de la Responsabilidad Conjunta, que sólo tuvo dos candidatos. Los otros partidos que se presentaron fueron el Partido de los Pensionistas, Partido Independiente, Suomen Kansan Sinivalkoiset, Liberales, Para el Pobre, Partido Comunista de los Trabajadores y el Partido de los Trabajadores.

## Campaña electoral
Las encuestas previas otorgaban la victoria al Partido del Centro con el 24 % de los votos, un punto por encima de los socialdemócratas. La Coalición Nacional obtendría el 21 % de los votos. Más lejos quedarían la Alianza de la Izquierda (Finlandia) (10 %) y los Verdes (9 %). El primer ministro Vanhanen afirmó que el nuevo gobierno estaría compuesto de tres o cuatro partidos. De esos, dos estarían entre los tres partidos mayoritarios. Otras encuestas reducían la distancia entre socialdemócratas y conservadores. Por otro lado, el 43 % de la opinión pública preferiría la continuidad del gobierno de coalición entre centristas, socialdemócratas y el Partido Popular Sueco. Sin embargo, antes de las elecciones se consideró probable una coalición de centro-derecha con la Coalición Nacional, sobre todo si estos obtenían buenos resultados. Esta opción fue defendida por analistas como Tuomo Martikainen que aseguró que se preparaba una «sorpresa conservadora».
La campaña electoral fue de bajo perfil, alejada de grandes discusiones aunque en la etapa final ganó intensidad. En general los partidos principales lanzaron sus propuestas para mantener el estado del bienestar. Además, en el último año se inició una controversia por las relaciones amorosas del primer ministro aunque finalmente salió beneficiado ante el electorado.

## Resultados

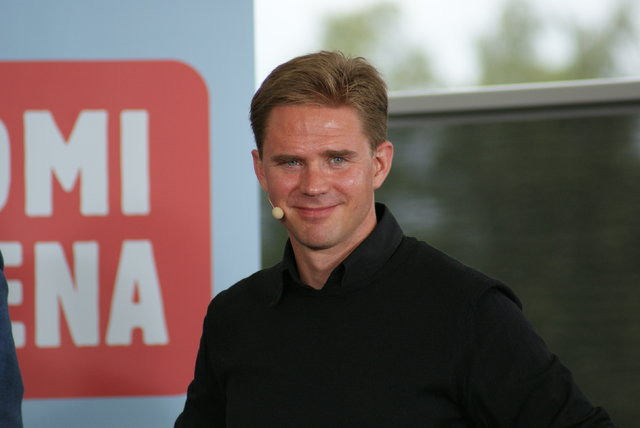
La Coalición Nacional de Jyrki Katainen fue la gran ganadora de las elecciones al subir diez escaños.

Más de cuatro millones de personas estaban convocadas a las urnas. La participación final se situó en el 67,9 %, votando aproximadamente el 30 % antes del 18 de marzo. La mayor participación se dio en el distrito electoral de Vaasa, con el 71,5 % y la menor en la isla de Aland, donde votó el 57 % del censo.
El resultado de las elecciones dio lugar a un Parlamento con nueve fuerzas políticas, exactamente las mismas que ya ocuparon escaños en las anteriores elecciones. El Partido del Centro obtuvo 51 diputados, la Coalición Nacional 50, el Partido Socialdemócrata 45, la Alianza de la Izquierda 17, la Liga Verde 15, el Partido Popular Sueco 9, los Demócrata Cristianos 7 y los Verdaderos Finlandeses 5. Hay que reseñar que los Demócrata Cristianos quedaron por encima del Partido Popular Sueco en porcentaje de voto por cuatro décimas pese a quedar por detrás en número de escaños. Por otro lado, Nauclér Elisabeth consiguió el escaño correspondiente a Aland representando a la Alianza Borgerlig. Obtuvo más del 85 % de los votos.
En una comparativa con los resultados de las elecciones de 2003, se observa que apenas ha habido modificaciones entre los partidos menores. Los mayores cambios se han producido entre los tres partidos mayoritarios, destacando la subida de diez escaños de la Coalición Nacional. Los otros dos principales partidos, centristas y socialdemócratas, perdieron cuatro y ocho escaños respectivamente. Sin embargo, los centristas experimentaron una subida de tres décimas respecto a los resultados de las elecciones municipales de 2004. En conjunto, la mayor bajada fue la del Partido Socialdemócrata que perdió más del 3 % de apoyo respecto a 2003. En cuanto al resto de partidos con presencia parlamentaria, subieron en escaños la Liga Verde, en uno, y los Verdaderos Finlandeses, en dos. La Unión de Izquierda perdió dos diputados, mientras que los democristianos mantuvieron sus siete asientos.
Ninguno de los partidos que quedaron fuera del Parlamento consiguieron superar el 1 % de los votos. El que mejor resultados obtuvo fue el Partido Comunista, un 0'7 % del total, perdiendo más de 2000 votos desde las anteriores elecciones parlamentarias. Dentro de este grupo, quedaron cerca de los comunistas el Suomen Senioripuolue con un 0'6 % y 1500 votos menos que el anterior partido. El resto de formaciones no superó el 0'1 %. El partido que menos votos recibió fue el Partido de la Responsabilidad Conjunta, con 164.
En un análisis regional, sin contar la isla de Aland, en diez de las catorce circunscripciones quedaron entre los tres primeros lugares los tres primeros partidos. Solo en Oulu, Lapland y Vaasa un partido menor consiguió quedar en segundo lugar, la Unión de Izquierda en las dos primeras circunscripciones y el Partido Popular Sueco en la última. La Liga Verde quedó en tercer lugar en Helsinki. Es destacable que en la capital el Partido Centrista sólo obtuvo un diputado de 21 posibles, aunque recuperó la pérdida con sus resultados en otras regiones como Oulu, donde ganó la mitad de los escaños posibles.

## Reacciones y formación de gobierno

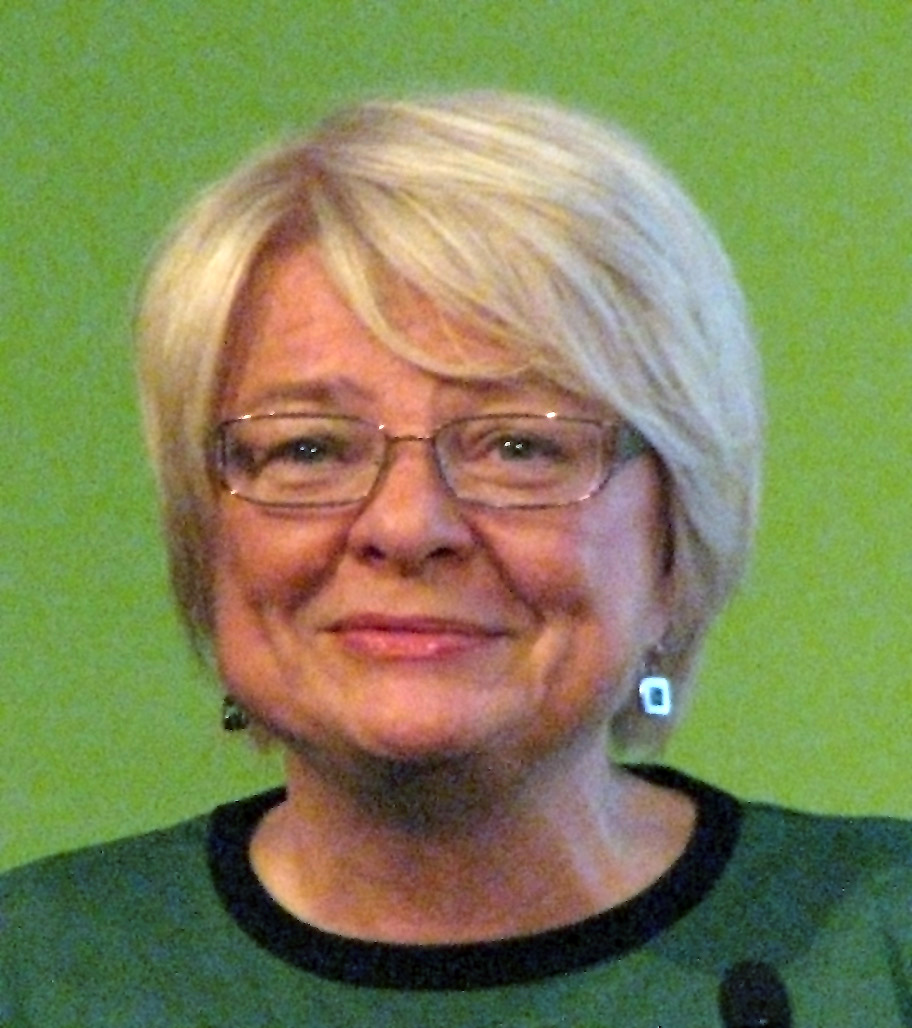
La Liga Verde mejoró sus resultados y entró en el gobierno. Su líder, Tarja Cronberg, se convirtió en Ministra de Trabajo.

Pese a que el Partido del Centro ganó las elecciones, el gobierno de coalición (PC, PSD y PPS) sufrió un voto de castigo perdiendo la mayoría absoluta. En la misma noche electoral se sucedieron las declaraciones de los principales líderes políticos. El primer ministro Matti Vanhanen reaccionó de forma agridulce declarando que esperaba mejores resultados, aunque destacó que su partido seguía siendo el más grande del país, y que era más difícil repetir una victoria que ganar desde la oposición. Jyrki Katainen, líder de la Coalición Nacional, se mostró eufórico, declarándose el gran ganador de las elecciones, afirmando que los votantes se habían decidido por el cambio. Añadió además que sería difícil ignorar a los conservadores. Por otro lado, el líder socialdemócrata, Eero Heinäluoma se limitó a declarar que los resultados no eran satisfactorios. Los resultados de esta última formación fueron considerados una debacle por los medios internacionales.
De igual modo, las declaraciones sobre la formación de gobierno no se hicieron esperar. Vanhanen señaló la misma noche electoral que las conversaciones serían muy difíciles y que la coalición sería más amplia que la actual. Aunque aclaró que no estaría formada de ningún modo por los tres principales partidos porque prefería una oposición fuerte. Los otros dos principales partidos también anunciaron su intención de formar gobierno. El emergente Katainen manifestó que su partido estaría dispuesto a formar una coalición con cualquiera de los otros dos partidos mayoritarios. La secretaria general de los socialdemócratas, Maarit Feldt-Ranta, invitó al Partido del Centro a iniciar las conversaciones para volver a formar gobierno. En general los analistas consideraban inevitable un giro a la derecha que conllevaría la entrada de los conservadores al gobierno y el paso a la oposición del Partido Socialdemócrata. En ese contexto de giro conservador, había dudas sobre qué partido minoritario acompañaría a los dos principales. Se planteó la posibilidad que en vez del Partido Popular Sueco fuera la Liga Verde, que consiguió un diputado más en las elecciones.
Finalmente se hizo realidad el giro a la derecha anunciado por los analistas políticos. Vanhanen continuó siendo primer ministro, pero con una nueva coalición conservadora. Lo apoyaban la Coalición Nacional, la Liga Verde y el Partido Popular Sueco. Katainen ocupó el puesto de vice primer ministro. La líder de los verdes, Tarja Cronberg se hizo cargo de la cartera de Trabajo y Stefan Wallin, del PPS, de Cultura y Deportes.